# Zedelgem
Zedelgem là một đô thị ở tỉnh Tây Flanders. Đô thị này gồm các làng Aartrijke, Loppem, Veldegem và Zedelgem proper. Tại thời điểm ngày 1 tháng 1 năm 2006, Zedelgem có dân số 21.835 người. Tổng diện tích là 60,34 km² với mật độ dân số là 362 người trên mỗi km².

## Nhân vật nổi bật địa phương
- Isidoor Teirlinck (1851-1934), nhà văn.